# Mërgim Berisha
Mërgim Berisha (Berchtesgaden, 11 de maio de 1998), é um futebolista alemão que atua como atacante. Atualmente joga no Augsburg, emprestado pelo Hoffenheim.

## Títulos
Fonte:
Red Bull Salzburg
- Liga Jovem da UEFA: 2016–17
- Campeonato Austríaco: 2016–17 e 2019–20
- Copa da Áustria: 2016–17 e 2019–20